# Stilpon machadoi
Stilpon machadoi är en tvåvingeart som beskrevs av Smith 1965. Stilpon machadoi ingår i släktet Stilpon och familjen puckeldansflugor. Inga underarter finns listade i Catalogue of Life.